# Tetramorium lanuginosum
Tetramorium lanuginosum är en myrart som beskrevs av Mayr 1870. Tetramorium lanuginosum ingår i släktet Tetramorium och familjen myror. Inga underarter finns listade i Catalogue of Life.

## Bildgalleri

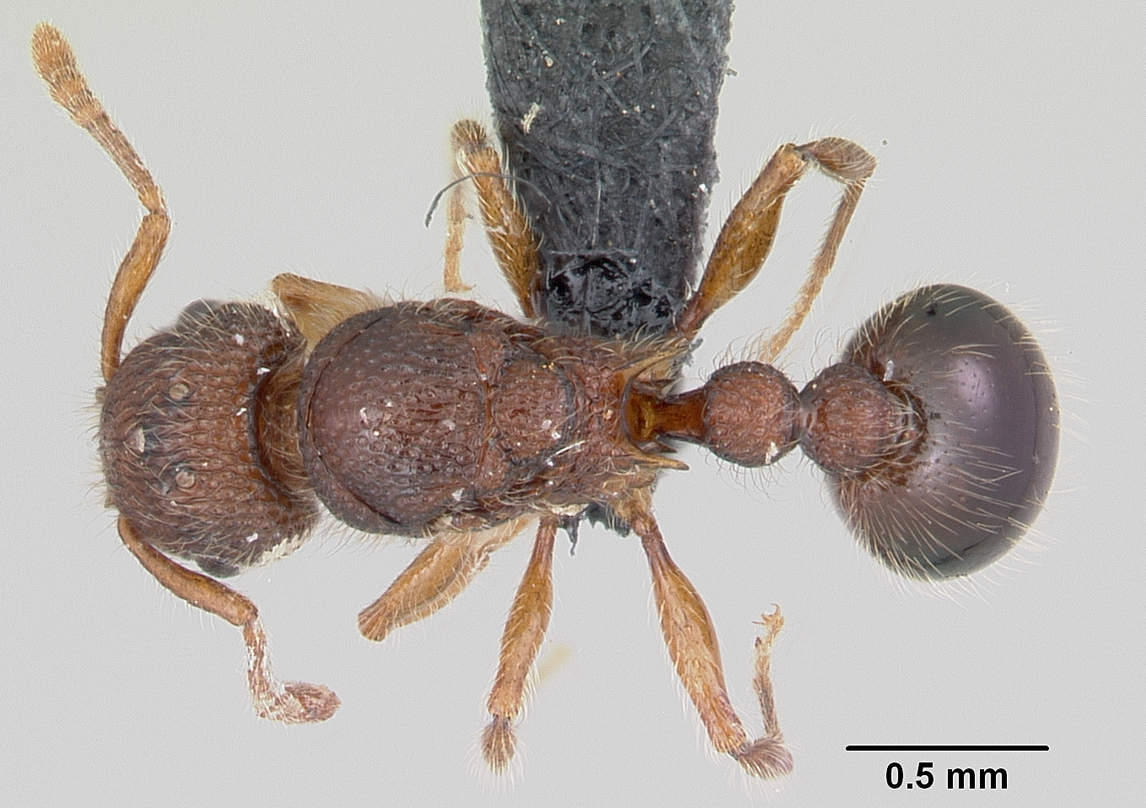
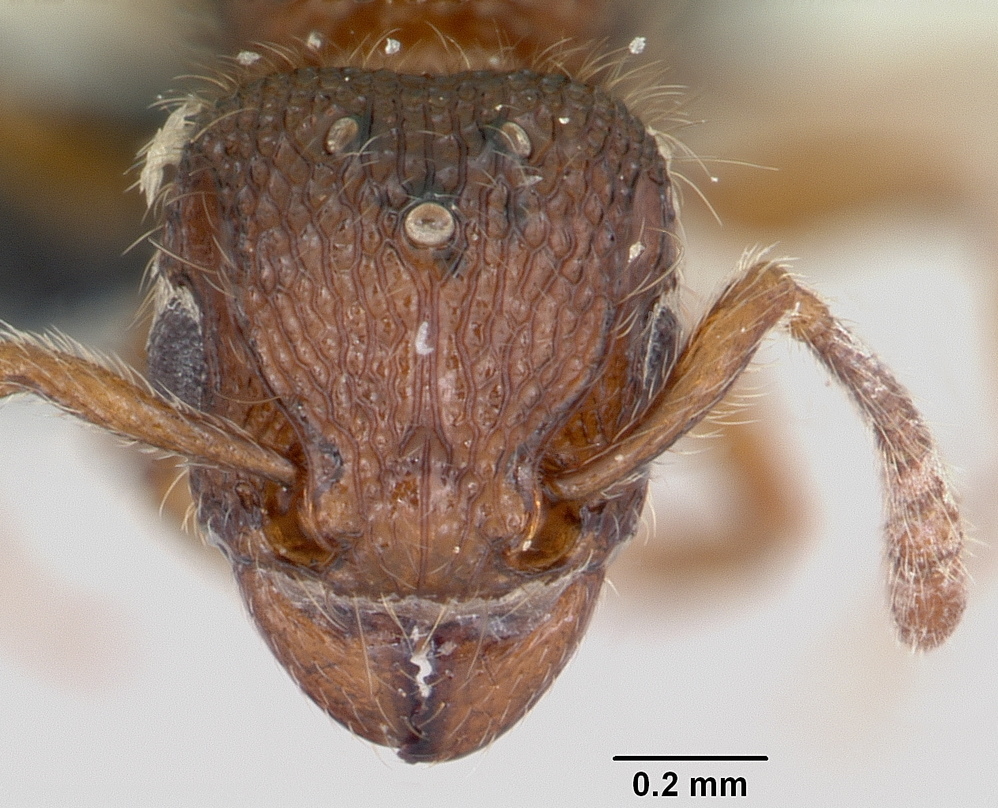
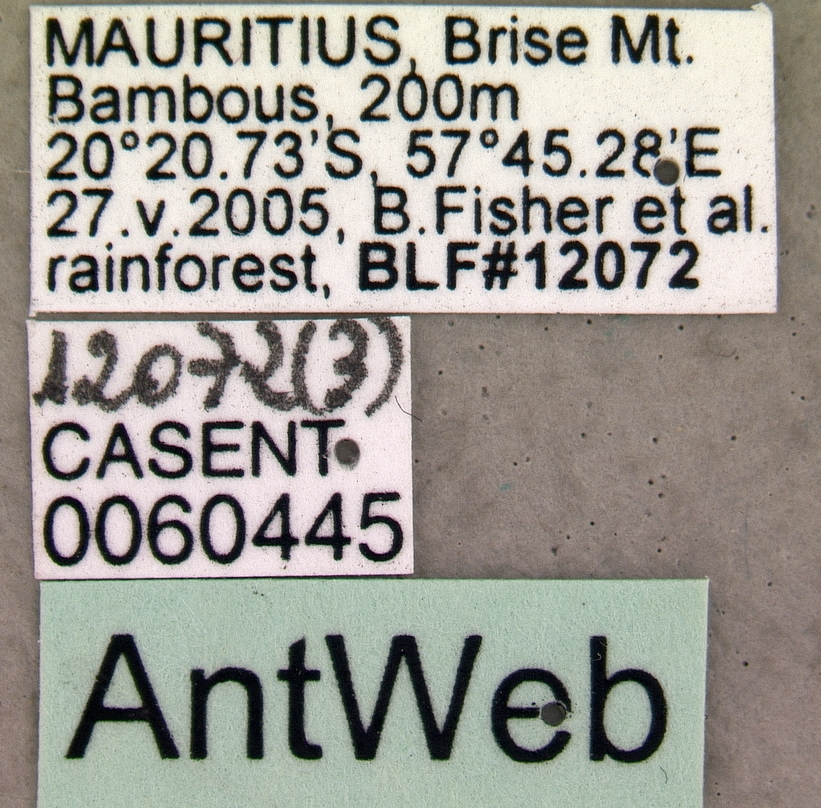
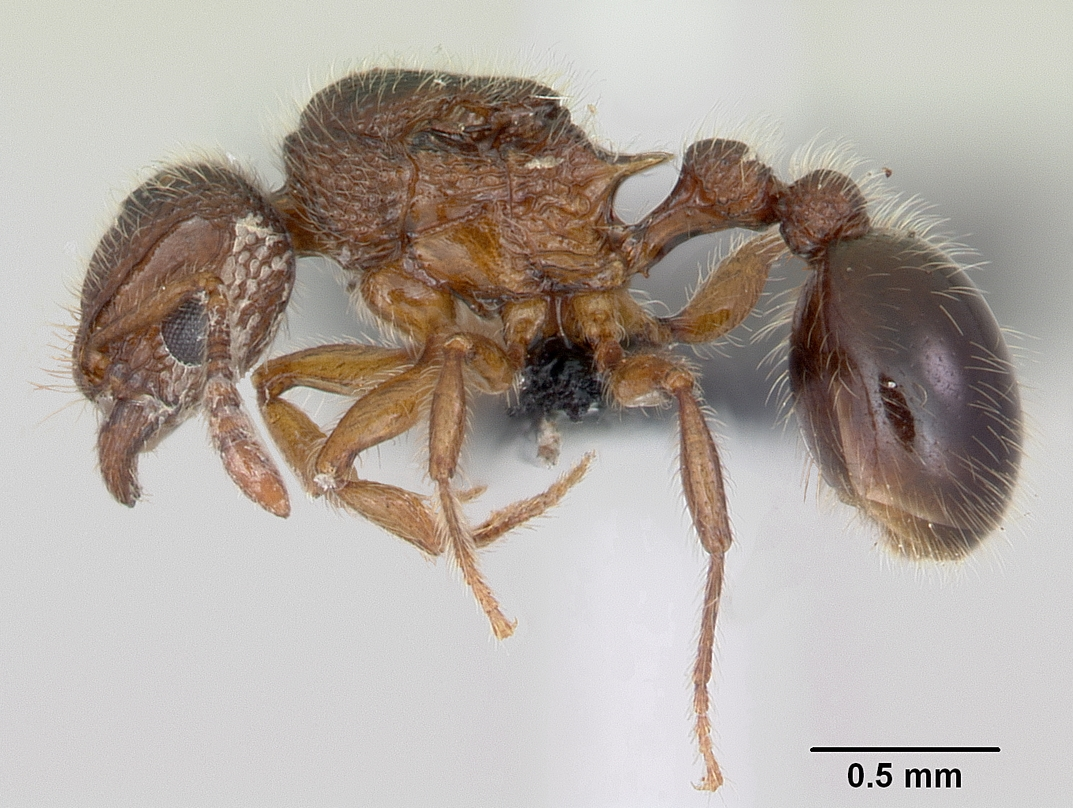
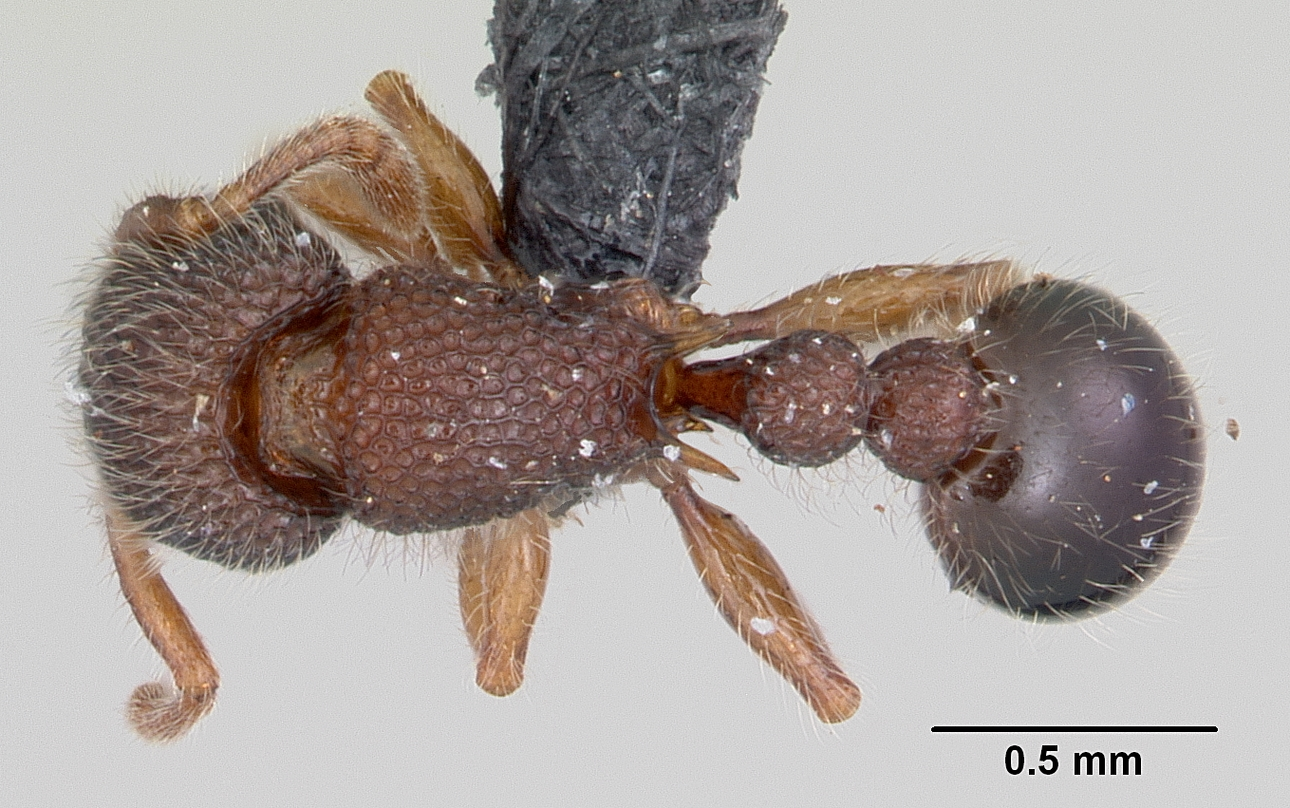
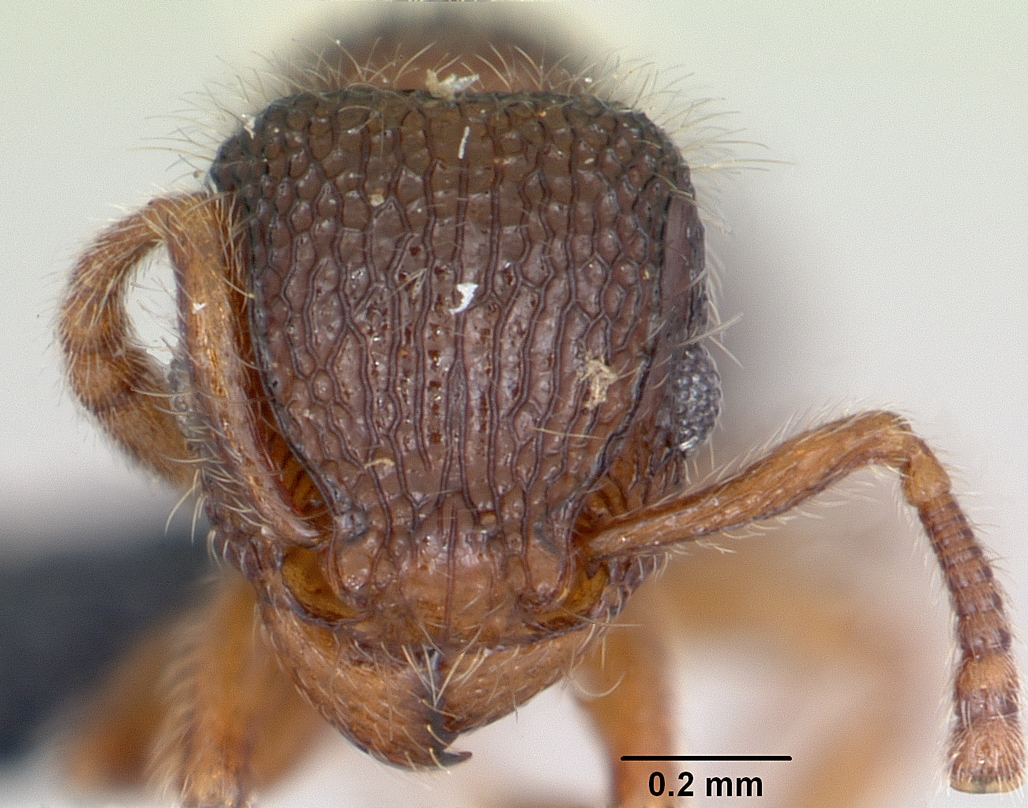